# Carel Gerretson
Frederik Carel Gerretson (roepnaam: Carel) (Kralingen, 9 februari 1884 – Utrecht, 27 oktober 1958) was een Nederlandse dichter, essayist, historicus en politicus. Hij was hoogleraar aan de Universiteit Utrecht.
Als dichter werd hij bekend onder het pseudoniem Geerten Gossaert, onder meer met het gedicht De moeder uit de bundel Experimenten van 1911.

## Levensloop
Gerretson was een zoon van Bartholomeus Johannes Gerretson die van 1913 tot 1925 lid was van de Tweede Kamer. Zijn jeugdliefde was Annie Salomons, die later bekend zou worden als dichteres.

### Studie
Na een handelsschool (Instituut Esmeyer) in Rotterdam (1896-1900) volgde Gerretson de militaire opleiding te Breda, die werd bekroond met zijn beëdiging als reserveofficier op 7 december 1904. Soms werkte hij op het kantoor van zijn vader, die handelaar en politicus was. Om te kunnen studeren aan een universiteit werd hij toehoorder op het gymnasium te Amersfoort, waar hij de dichter J.C. Bloem trof. Vanaf september 1906 volgde hij bij professor B.H.C.K. van der Wyck colleges wijsbegeerte aan de Universiteit Utrecht over Socrates en Plato en raakte er vertrouwd met de socratische methode, maar omdat hij geen gymnasiumdiploma had, kon hij geen universitaire examens afleggen. In Utrecht leerde hij P.H. Ritter jr. kennen, met wie hij een levenslange vriendschap zou onderhouden, en Marcellus Emants, met wie hij overwoog samen een roman te schrijven.
Van december 1906 tot oktober 1907 verbleef hij in de Verenigde Staten en Mexico, waar hij rondzwierf en lessen Latijn gaf op een Public High School te El Paso (Texas). Na terugkeer in Europa in oktober 1907 vestigde hij zich in Brussel voor de studie sociologie aan het Institut Solvay. Hij was er leerling van professor Emile Waxweiler. In 1911 legde hij 'avec distinction' het doctoraal examen in de sociale wetenschappen af. Naar eigen zeggen promoveerde hij op 11 januari 1917 in Heidelberg op een ongepubliceerd gebleven proefschrift Die Funktion des Staates und die Wirtschaftsform bei den niederen Jägervölkern, onder promotorschap van professor Eberhard Gothei.

### Dichter Geerten Gossaert en schrijver
In zijn Brusselse tijd schreef hij verscheidene gedichten, die leidden tot zijn dichtbundel Experimenten (1911, met oorspronkelijk twintig gedichten) onder het pseudoniem Geerten Gossaert. Experimenten werd vele malen herdrukt in uitgebreide en herziene vorm, met een 16e druk in 1981 (Bussum). Gossaerts christelijke gedichten als De Moeder (ook bekend als De Verloren Zoon), Libera nos en Eis Daimona werden algemeen gewaardeerd vanwege de echtheid en de klassieke vorm en beelden. Gerretson zag melancholie en leed als uitgangspunt voor zijn poëzie, en de dichter was volgens hem een paria. Gerretson zette zich af tegen het streven naar originaliteit en individualisme van de Tachtigers, greep terug naar Willem Bilderdijk en voelde verwantschap met de dichtersgeneratie van 1910 en Albert Verwey, al was zijn eigen poëzie uniek.
Gerretson werkte mee aan Ons Tijdschrift (1911-1914) en Dietsche Stemmen (1915-1917). Hij was met P.N. van Eyck en Pieter Geyl redactielid van het literair tijdschrift Leiding (1930-1932). Verder was hij in de loop der tijd medewerker van De Beweging, Polemios, Roeping en De Groene Amsterdammer.

### Ambtenaar, olieman en hoogleraar

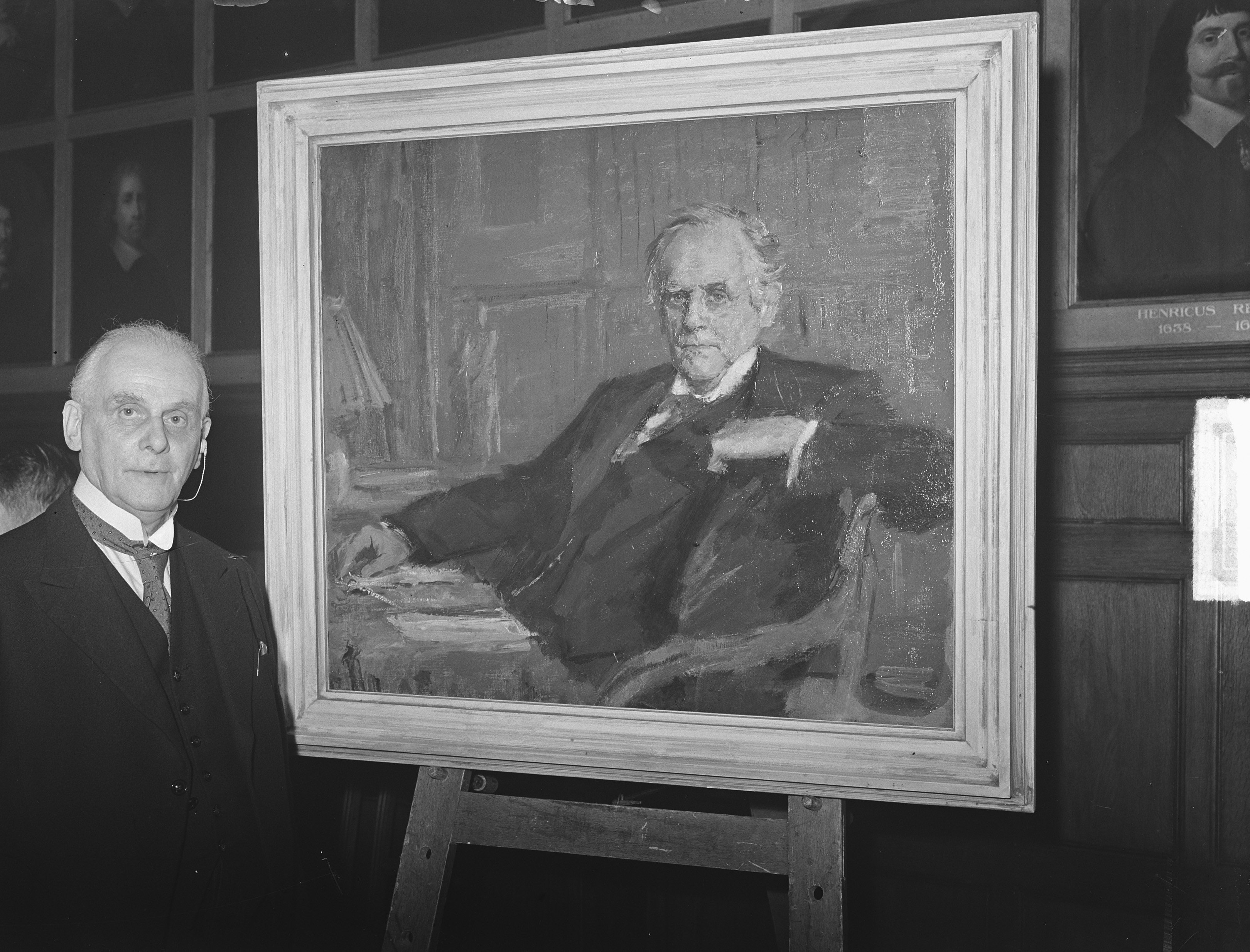
Gerretson bij zijn 25-jarig jubileum aan de Rijksuniversiteit Utrecht. Zijn portret is geschilderd door Sierk Schröder.

Hij was ambtenaar aan het toenmalige Ministerie van Koloniën. Op 1 augustus 1917 trad hij in dienst van de Bataafsche Petroleum Maatschappij (BPM), waar hij optrad als de secretaris van Henri Deterding en Hendrikus Colijn. Gerretson reisde in 1919 voor de BPM naar Nederlands-Indië, China, Korea, Japan, Venezuela, Mexico en de Nederlandse Antillen.
In 1925 benoemde de Rijksuniversiteit Utrecht hem tot bijzonder hoogleraar in de "geschiedenis van Nederlandsch-Indië, de vergelijkende koloniale geschiedenis en de volkenkunde van Nederlandsch-Indië". Van 1938 tot 1954 was hij ook buitengewoon hoogleraar in de constitutionele geschiedenis van het Koninkrijk.

### Rechts politicus
Van 1925 tot 1934 was hij lid van de Nationale Unie, waarvan de laatste twee jaar als voorzitter. Hij bekleedde aansluitend, van 1933 tot 1934, het voorzitterschap van het Directorium van de Corporatieve Concentratie. Gerretson beschouwde zichzelf vanaf eind 1933 tijdelijk als een fascist (waarschijnlijk in de Italiaanse zin, dus als volgeling van de destijds zeer populaire Mussolini?). Dr. A.A. de Jonge zegt er het nodige over en noemde hem 'geen echte fascist'. Prof. dr. L. de Jong beschouwde Gerretson als een fascist.
Gerretson was een exponent van de Utrechtse conservatief-koloniale stroming in de CHU. Daarmee stond hij aan de rechterzijde van deze partij. Met fel gesproken en geschreven woord was hij een actief propagandist voor het Nationaal Comité Handhaving Rijkseenheid (1946-1950) tegen de Indonesische onafhankelijkheid, waarbij hij zelfs Koningin Wilhelmina aanviel. Hij bestreed zowel de Indië-politiek van de naoorlogse kabinetten als de steun die Tilanus daaraan gaf. Ook bestreed hij het door zijn partijgenoot Kernkamp tot stand gebrachte Statuut voor het Koninkrijk.
Gerretson was van 1951 tot 1956 lid van de Eerste Kamer voor de CHU.

## Grootneerlandisme en de Vlaamse Beweging
Als student in Brussel kwam Gerretson in contact met de Vlaamse Beweging. Hij werd als gevolg hiervan een overtuigd voorstander van de Groot-Nederlandse gedachte.
Tijdens de Eerste Wereldoorlog steunde hij het activisme en vreesde niet om hiervoor samen te werken met de Duitse bezetter. Hij zorgde voor Duits geld, waarmee het dagblad De Vlaamsche Stem in de handen kwam van radicale flaminganten, zoals Antoon Jacob en René De Clercq. Hij werd medeoprichter van de vereniging van Nederlandse en Vlaamse Groot-Nederlanders onder de naam Dietsche Bond en werd redacteur van het tijdschrift Dietsche Stemmen.
Na de Eerste Wereldoorlog behield hij nauwe relaties met onder meer Leo Picard en Antoon Jacob. Gerretson speelde een grote rol in de campagne die leidde tot de verwerping in de Nederlandse Eerste Kamer op 24 maart 1927 van het Belgisch-Nederlands Verdrag. In België steunde hij Herman Vos, de parlementariër die (vergeefs) namens de Frontpartij in 1931 een voorstel van Federaal Statuut indiende. Zelf overtuigd calvinist ondersteunde hij ook katholieke Groot-Nederlanders, zoals bijvoorbeeld Gerard Knuvelder.
In 1930 richtte hij, samen met Pieter Nicolaas van Eyck het tijdschrift Leiding op, dat tot doel had Groot-Nederlandse ideeën ingang te doen vinden in intellectuele kringen. In dezelfde gedachtegang werd hij in 1931 voorzitter van de Nationale Unie, maar trok zich er in maart 1934 uit terug toen deze fascistisch gerichte beweging de invloed van het nazisme begon te ondergaan.
Tijdens de Tweede Wereldoorlog ontstond er tussen Gerretson Pieter Geyl een correspondentie die later bekend is geworden als de Briefwisseling Gerretson–Geyl. De twee Utrechtse historici gingen vaak in discussie over bijvoorbeeld grootneerlandisme. In tegenstelling tot zijn fervent nationalistische collega Gerretson vond Geyl niet dat men nog moest proberen om het moderne Vlaanderen en Nederland te herenigen. Ook was Geyl tegen een hypothetische splitsing van België om zo'n hereniging te bereiken, maar pleitte wel voor de federalisering van België. Ook na de Tweede Wereldoorlog bleef Gerretson belangstelling tonen voor de Vlaamse Beweging en bleef hij een hereniging van de beide Nederlanden bepleiten, met inbegrip van de Franstalige delen van België. In afwachting hiervan pleitte hij voor een bestuurlijke scheiding binnen België.

## Prijzen
- 1950 - Constantijn Huygensprijs voor zijn gehele oeuvre